# Pierre-Antoine Antonelle
Pierre-Antoine Antonelle (* 17. Juni 1747 in Arles; † 26. November 1817 ebenda) war ein französischer Politiker, Journalist und Revolutionär. Antonelle war außerdem Präsident der Jakobiner und Bürgermeister in seiner Heimatstadt Arles.

## Jugend
Pierre-Antoine Antonelle wurde 1747 als Nachkomme einer reichen Familie in der südfranzösischen Stadt Arles geboren. Da sein Vater im selben Jahr verstarb, wurde Antonelle von einem Verwandten, dem Erzbischof von Angoulême, aufgezogen. Vermutlich prägte eine strenge Erziehung seine antikirchliche Haltung, die er später während der Revolution einnahm. 1762 trat er als Jugendlicher dem Militär bei. 1782 trat er jedoch wieder aus der Armee aus.

## Politische Karriere
Während eines Aufenthalts in Paris kam Antonelle wahrscheinlich in Kontakt mit dem Gedankengut der Aufklärung. Durch eine Buchveröffentlichung im Jahr 1788 erlangte er Bekanntheit. Schon mit dem Ausbruch der Französischen Revolution teilte er deren Ziele. Am 15. Februar 1790 trat er sein Amt als erster gewählter Bürgermeister der Stadt Arles an, welches er bis September 1791 bekleidete. Im Folgenden begann er mit seiner Arbeit als Abgeordneter der Nationalversammlung. In Paris wurde er zum Vorsitzenden der Jakobiner, verpasste es aber, den Bürgermeisterposten der französischen Hauptstadt zu erlangen. Als Mitglied des Revolutionstribunals weigerte er sich, Girondisten zu verurteilen. Daraufhin wurde er gefangen genommen und kam erst durch die Thermidorianerreaktion im Juli 1794 wieder frei. Ab 1796 war Antonelle ein Mitglied der Verschwörung der Gleichen, wenig später entging er knapp einer drohenden Verhaftung. Später wurde er erneut in die Nationalversammlung gewählt, die allerdings nicht mehr zustande kam. Antonelles politische Karriere war zu diesem Zeitpunkt beendet, er musste nach Charente-Inférieure fliehen.
Nach seiner Karriere lebte er außerdem einige Zeit in Italien. Schließlich kehrte er in seine Heimat, nach Arles, zurück. Dort starb Pierre-Antoine Antonelle am 26. November 1817.